# Папа Хонорије I
Папа Хонорије I (лат. Honorius; 12. октобар 638.) је био 70. папа од 27. октобра 625. до 12. октобра 638.